# ناتاليا أليكسييفنا
ناتاليا أليكسيفنا تساريفنا روسيا (25 يونيو 1755 - 26 أبريل 1776)؛ كانت الزوجة الأولى لوريث العرش الروسي بافل بيوترفيتش (الإمبراطور المستقبلي بافل الأول)؛ هو ابن الإمبراطورة إيكاترينا الثانية، وُلدت باسم الأميرة فيلهلمينا لويزا من هسن-دارمشتات وهي الطفل الخامس لوالديها لودفيغ التاسع لاندغراف هسن-دارمشتات وزوجته الكونتيسة كارولين من بالاتينات-تسفايبروكن.
لاحقاً تزوجت لويز من بادن ابنة شقيقتها من ابن زوجها البكر تسارفيش ألكسندر من زواجه الثانية من ماريا فيودوروفنا.